# 自由软件目录
自由软件目录是一个由自由软件基金会（FSF）和联合国教育、科学及文化组织（ UNESCO ）联合发起的项目。自由软件目录包含自由操作系统下运行的有用自由软件。